# ريك إسترادا
ريك إسترادا (بالإنجليزية: Ric Estrada)‏ (26 فبراير 1928، هافانا في كوبا - 1 مايو 2009، بروفو في الولايات المتحدة)؛ فنان وروائي كوبي-أمريكي.

## روابط خارجية
- ريك إسترادا على موقع IMDb (الإنجليزية)
- ريك إسترادا على موقع كينوبويسك (الروسية)